# Anyone's Legend
Anyone's Legend (AL), có tiền thân là Rogue Warriors (RW), là đội tuyển Liên Minh Huyền Thoại chuyên nghiệp Trung Quốc, hiện đang thi đấu tại giải đấu cao nhất của môn thể thao điện tử Liên Minh Huyền Thoại tại Trung Quốc, LPL.

## Lịch sử
ASUS ROG thành lập đội tuyển với tên gọi Rogue Warriors vào ngày 15 tháng 12 năm 2017. Đội hình đầu tiên bao gồm Mouse, Flawless, Doinb, Smlz và killua.
Vào ngày 24 tháng 3 năm 2020, người đi rừng WeiYan đã bị đuổi khỏi Rogue Warriors sau khi một cuộc điều tra nội bộ xác định rằng anh ta có liên quan đến âm mưu dàn xếp tỷ số. Tổ chức này sau đó đã bị phạt 3 triệu Nhân dân tệ (khoảng 423,687.50 Đô la Mỹ vào thời điểm đó) bởi Riot Games vì che đậy cho WeiYan
Ngày 1 tháng 12 năm 2021, tổ chức eSports có trụ sở tại Thành Đô là All Gamers đã mua lại suất LPL từ Rouge Warriors và đổi tên đội thành Anyone's Legend (AL).